# King Spawn
King Spawn es una próxima película estadounidense de terror de superhéroes dirigida por Todd McFarlane, en su debut como director, a partir de un guion de Scott Silver, Malcolm Spellman y Matthew Mixom. Está basada en el personaje de Image Comics del mismo nombre y es la segunda película de acción real que se centra en el personaje, actuando como un reinicio de la película de 1997 . La película está protagonizada por Jeremy Renner como Maximilian "Twitch" Williams III, con Jamie Foxx como Albert "Al" Simmons/Spawn. La película será producida por McFarlane y Jason Blum, para sus respectivos sellos Todd McFarlane Entertainment y Blumhouse Productions .
La película ha languidecido en el infierno del desarrollo, inicialmente planeada como una secuela de la película de 1997. En 2007, McFarlane comenzó a escribir el guion y modificó la premisa para convertirla en una película independiente. En 2016, McFarlane completó el guion y se incorporó como director con Blumhouse involucrado al año siguiente. En 2018, Foxx y Renner fueron elegidos para la película. Varios guionistas estuvieron involucrados, hasta que finalmente Silver, Spellman y Mixon se incorporaron en 2022. La filmación se retrasó numerosas veces y actualmente está programada para comenzar en 2024.

## Reparto
- Jeremy Renner como Maximilian "Twitch" Williams III : El director Todd McFarlane dijo que Renner era su mejor elección para el personaje, diciendo que "irradia honestidad, inteligencia y un carisma trabajador y común, las mismas cualidades que hacen de Twitch un personaje tan convincente. " En los cómics, Twitch trabaja mucho junto a Sam, otro policía, pero McFarlane decidió excluirlo de la película. [1]
- Jamie Foxx como Albert "Al" Simmons/Spawn : En los cómics, Al era un ex marine de los Estados Unidos convertido en asesino del gobierno que es asesinado y se convierte en un "Hellspawn" después de hacer un trato con el demonio Malebolgia . [2] [3]

## Producción

### Planes anteriores como secuela
En 1998, la película se concibió inicialmente como una secuela independiente de Spawn (1997), protagonizada por Michael Jai White, con un enfoque principal en los personajes detectives Sam y Twitch, y se planeó que Spawn sirviera como personaje de fondo.  El productor Don Murphy firmó con el proyecto en 2001. 

### Desarrollo
En 2007, McFarlane Funding anunció el desarrollo de una nueva adaptación cinematográfica del personaje, titulada Spawn, cuyo estreno está previsto para 2008.   Durante una entrevista en el programa Scott Ferrall : Coast to Coast de Sirius Satellite Radio, McFarlane dijo: "Saldrá pase lo que pase. Incluso si tengo que producirlo, dirigirlo y financiarlo yo mismo, saldrá". 
McFarlane anunció en agosto de 2009 que había comenzado a escribir el guion de una nueva película basada en el personaje, diciendo que "la historia ha estado en mi cabeza durante 7 u 8 años [...] Es una historia independiente que tendrá clasificación R. Espeluznante y aterradora", y que "el tono de esta película de Spawn será para un público más mayor como la película The Departed ".  Jai White dijo en julio de 2011 que estaba interesado en volver al papel, expresando su apoyo a la película de McFarlane.  En julio de 2013, Jamie Foxx dijo que estaba "persiguiendo agresivamente" el reinicio de Spawn .  En agosto de 2013, McFarlane habló sobre su progreso con el guion y afirmó que la película sería "más una película de terror y suspenso, no una de superhéroes". 

### Preproducción
En febrero de 2016, McFarlane anunció que había completado el guion de la película.  En julio de 2017, Blumhouse Productions confirmó su participación en la película, al tiempo que anunció que McFarlane también había firmado para dirigir el proyecto.  Se esperaba que la película comenzara a producirse en febrero de 2018.  En mayo de 2018, se anunció que Jamie Foxx interpretaría al personaje principal.  En julio de 2018, se informó que Jeremy Renner protagonizaría junto a Foxx el detective Twitch.  En septiembre de 2018, Greg Nicotero y KNB EFX Group fueron contratados para crear los efectos especiales de la película.   El 25 de octubre de 2018, la fecha de inicio del rodaje se retrasó hasta junio de 2019. 
En noviembre de 2019, la película reinició su desarrollo debido al éxito financiero de la película de cómics con clasificación R Joker .   En diciembre de 2019, McFarlane contrató a un escritor adicional para ayudar a pulir el guion, antes de presentarlo a un importante estudio de Hollywood.   En febrero de 2020, McFarlane anunció que las noticias sobre la producción de la película se revelarán el mes siguiente.   Más tarde ese mes, un guionista anónimo ganador del Premio de la Academia abandonó la película debido a conflictos de programación.  En abril de 2020, McFarlane mencionó que su primer borrador "insatisfactorio" del guion influyó en que la película tardara tanto en realizarse.  En mayo de 2020, el productor de la película Jason Blum reveló que "Ha habido una enorme cantidad de actividad en Spawn . No voy a revelar nuevas noticias aquí, lamento decírselo, pero el título ' Spawn ', He estado pronunciando mucho esa palabra en las últimas dos o tres semanas y tendremos más noticias por venir, pero basta decir que está en desarrollo muy activo".   En agosto de 2021, se reveló que Brian Tucker había sido contratado para reescribir el guion, quien tenía experiencia escribiendo en los medios de cómics, ya que escribió varios episodios para la miniserie Secret Invasion (2023) de Marvel Studios .  En julio de 2022, McFarlane mencionó que había habido discusiones sobre la posibilidad de abandonar el concepto de película y desarrollar Spawn en una serie de transmisión.  También mencionó que habría una actualización más adelante ese año en la New York Comic Con 2022, que estaba programada para realizarse del 6 al 9 de octubre.  En agosto de 2022, Foxx anunció que todavía estaba vinculado a la película y dijo que estaba "haciendo esto bien", mientras comparaba el tono y el presupuesto de la película con Joker .  En octubre de 2022, se anunció que Scott Silver, Malcolm Spellman y Matthew Mixon habían sido contratados para escribir un nuevo borrador del guion; Los dos primeros tienen experiencia escribiendo en los medios de cómics, ya que Silver coescribió Joker de DC Films y su secuela Joker: Folie à Deux (2024), mientras que Spellman se desempeñó como creador de la miniserie de Marvel Studios The Falcon and the Winter. Soldado (2021) y coescribió la película Capitán América: Un mundo feliz (2024). McFarlane también ha expresado sus dudas sobre su permanencia como director, además de que se desconoce la participación de Renner.  En marzo de 2023, McFarlane reveló que el presupuesto de la película aumentaría de los $ 10 millones estimados anteriormente y que se habían adjuntado a la película algunos talentos importantes de primera categoría.  En junio de 2023, Blum mencionó que la película todavía estaba en desarrollo muy activo, a pesar de la huelga del Writers Guild of America de 2023, y que dio una fecha de estreno estimada para 2025.  La escritura de guiones finalmente se suspendió mientras duró la huelga del Writers Guild of America de 2023.  En septiembre de 2023, tras la conclusión de la huelga de la WGA de 2023 y durante las ruedas de prensa de The Exorcist: Believer, Blum duplicó la fecha de lanzamiento de 2025.  Ese mismo mes, el compositor Charlie Clouser expresó interés en componer la partitura para el reinicio de Spawn .  En enero de 2024, McFarlane reveló que si Blumhouse no comienza la producción de la película más adelante ese año, la hará con inversores externos. 

### Rodaje
Se esperaba que el rodaje comenzara en febrero de 2018 o junio de 2019, pero se retrasó por razones desconocidas. En marzo de 2020, McFarlane anunció que el rodaje comenzaría antes de fin de año.   Sin embargo, esto ha cambiado desde entonces debido a los acontecimientos de la pandemia de COVID-19 . En octubre de 2022, McFarlane dijo que planeaban comenzar a filmar a principios de 2023.  En febrero de 2023, McFarlane adelantó que un borrador del guion para vender estaría listo a mediados de 2023, pero su inicio podría retrasarse debido al " doble golpe de Hollywood ". 

## Estreno
Spawn se estrenará en cines en 2025, a cargo de Blumhouse Productions . 

## Serie derivada
En abril de 2020, McFarlane adelantó la posibilidad de una serie de televisión derivada de Spawn .  En junio de 2021, se reveló que Jason Smilovic y Todd Katzberg estaban preparando un programa de televisión de Sam y Twitch, con McFarlane como productor ejecutivo bajo su marca de televisión McFarlane Films junto con Paul Lee y Mark Roybal de wiip. 